# Helene von Mülinen
Helene von Mülinen (Bern, 27 november 1850 - aldaar, 11 maart 1924) was een Zwitserse feministe en activiste ten voordele van het invoeren van het vrouwenstemrecht in Zwitserland.

## Biografie
Helene von Mülinen groeide op in een strenge en welgestelde familie. Ze was een dochter van Egbert Friedrich von Mülinen en een zus van Wolfgang Friedrich von Mülinen en een verdere afstammelinge van Niklaus Friedrich von Mülinen. Ze bleef vrijgezel.
Na een verblijf in Romandië om er de Franse taal te leren, ging ze terug bij haar ouders inwonen. Ze vatte nadien studies aan op autodidactische wijze en volgde ook lessen theologie aan de Universiteit van Bern. Haar familie verbood haar echter om een universitair diploma te halen. Desalniettemin bleef ze in nauw contact met de professoren theologie Adolf Schlatter en Fritz Barth. Bovendien werd ze lid van de Christelijk-Sociale Vereniging, een organisatie die ijverde voor het invoeren van het vrouwenstemrecht in Zwitserland.
Nadat Helene von Mülinen rond 1890 Emma Pieczynska-Reichenbach ontmoette, die een vriendin van haar werd, kwam ze meer in aanraking met de vrouwenrechtenbeweging. Von Mülinen werd lid van het Vrouwencomité van Bern, die een expertengroep samenstelde om zich te buigen over juridische kwesties, in de eerste plaats in het licht van het komende Zwitsers Burgerlijk Wetboek, dat in die periode werd opgesteld. Hieromtrent lanceerde het comité verschillende petities. In dezelfde periode uitte ook de eerste Zwitserse juriste Emilie Kempin-Spyri kritiek op het wetboek, dat te nadelig werd bevonden voor vrouwen.
In 1897 richtten von Mülinen en Pieczynska-Reichenbach samen de Vrouwenconferentie van het Federaal Kruis (Frauenkonferenzen zum eidgenossischen Kreuz) op, waarvan von Mülinen voorzitster werd. Hoewel deze organisatie in de eerste plaats opleidingen inrichtte voor vrouwen, zou deze zich snel toeleggen op politieke vraagstukken, zoals het vrouwenstemrecht.
In 1899 werd von Mülinen vervolgens lid van de beheersraad van de Fédération abolitionniste internationale, waarin ze zich tot aan haar overlijden toelegde op het strafrecht en de jeugdbescherming. In datzelfde jaar was ze tevens een van de oprichtsters van de Bund Schweizerischer Frauenvereine (BSF), een op politiek en religieus vlak neutrale koepelorganisatie die tot doel had de belangen van de vrouwen te verdedigen bij de overheden. Von Mülinen was tussen 1900 en 1904 de eerste voorzitster van deze organisatie. In de eerste plaats legde ze zich toe op opleidingen voor vrouwen en ijverde ze voor het recht voor vrouwen om een beroepsactiviteit uit te oefenen. Vanaf 1908 legde ze zich eerder toe op het vrouwenstemrecht, dat in 1919 een officiële eis werd van de BSF.
Von Mülinen wordt beschouwd als een van de belangrijkste figuren in de Zwitserse vrouwenbeweging van het begin van de 20e eeuw. In 1971, pas een kleine 50 jaar na haar overlijden, verkregen de Zwitserse vrouwen op federaal niveau het kiesrecht en het recht te worden gekozen.

## Trivia

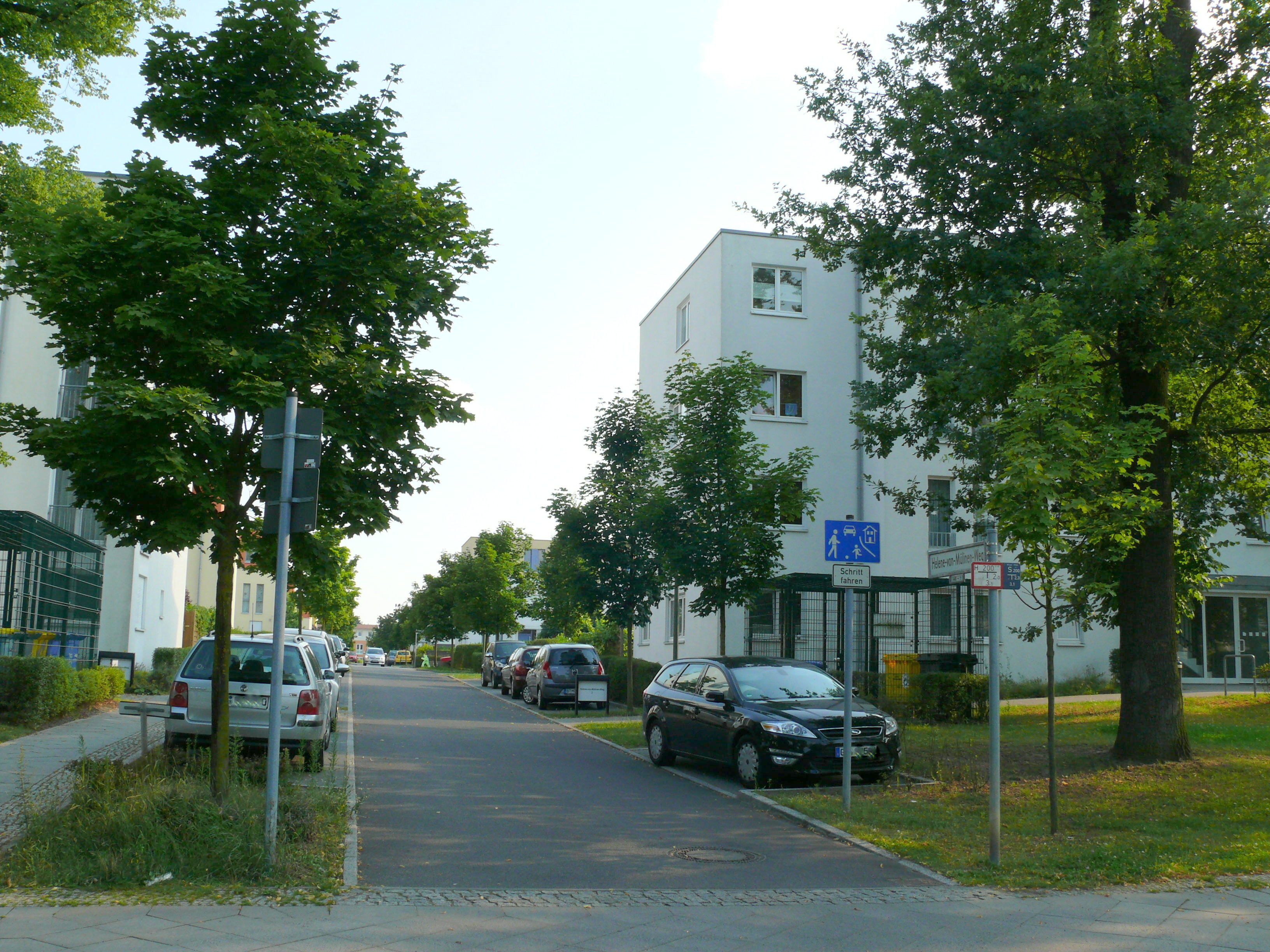
Straatzicht van het Helene-von-Mülinen-Weg, 2012.

- Er zijn verschillende straatnamen vernoemd naar Helene von Mülinen, zoals de Helene-von-Mülinen-Treppe in Bern of de Helene-von-Mülinen-Weg in de Berlijnse buitenwijk Berlin-Lichterfelde.